# Сенченко, Иван Андреевич
Иван Андреевич Сенченко — доктор исторических наук, профессор, автор работ по истории Дальнего Востока, Сахалина, Америки и Европы
Родился 02.05.1929 в селе Кротово Тюменской области в семье зажиточного крестьянина. В 1931 г. вместе с родителями был выслан на Урал, в пос. Половинка (сейчас рп. Углеуральский) Пермской области. В 1947 г. окончил среднюю школу № 16 г. Половинки, а в 1952 г. — исторический факультет Уральского государственного университета им. А. М. Горького в Свердловске.
По распределению работал в Южно-Сахалинском учительском институте (впоследствии Южно-Сахалинском государственном педагогическом институте) на кафедре основ марксизма-ленинизма (1952—1959) и на кафедре истории СССР (1952—1964).
Разработал спецкурс по истории Сахалина и Курил, вёл семинары по истории Дальнего Востока. Руководил научной работой студентов, написанием курсовых работ в основном краеведческой тематики. В течение 11 лет возглавлял студенческое научное общество, организовал и возглавил две исследовательские экспедиции. Вместе с небольшой группой студентов обошёл пешком, переходя с острова на остров на катерах пограничников, всю Курильскую гряду и остров Сахалин. В последующем занимался глубоким многолетним изучением истории этого края в архивах России и за рубежом.
История Сахалина и Курил стала сферой его научных интересов. В сентябре 1956 г. на объединённой сессии отделения исторических наук и Дальневосточного филиала АН СССР во Владивостоке выступил с докладом «Первоначальные этапы освоения острова Сахалин Россией (XVIII — начало XX века)». Доклад был положен в основу опубликованной в 1957 г. книги «Очерки истории Сахалина». В том же 1957 году защитил кандидатскую диссертацию «Экономическое развитие и общественная жизнь острова Сахалин во второй половине XIX — начале XX века» в Московском государственном педагогическом институте.
В 1959 г. принят на должность и. о. доцента кафедры марксизма-ленинизма ЮСГПИ, с 1960 г. доцент этой кафедры. В июле 1960 г. Высшая аттестационная комиссия утвердила его в учёном звании доцента.
В 1966 г. защитил докторскую диссертацию «История Сахалина и Курильских островов в эпоху капитализма» в Московском государственном педагогическом институте. В 1966—1969 гг. заведовал кафедрой истории СССР в Одесском госуниверситете. В 1967 г. получил звание профессора.
Работал в Институте Дальнего Востока АН СССР, в Московском государственном заочном пединституте (ныне Открытый университет им. М. А. Шолохова). Позже стал профессором кафедры истории и культуры зарубежных стран Московского государственного лингвистического университета (бывший Московский государственный педагогический институт иностранных языков им. М. Тореза).
Почётный доктор Ягеллонского университета, действительный член Российского географического общества.
Внёс большой вклад в формирование сахалинской исторической школы во второй половине 50-х — первой половине 60-х годов, став первым учёным, защитившим докторскую диссертацию по истории Сахалина. Ввёл в научный оборот документы по истории Сахалина, хранящиеся в Центральном государственном историческом архиве СССР. Стал одним из первых учёных, строивших свою работу по изучению истории Сахалина и Курил на научном материале, одним из крупнейших представителей региональной исторической науки советского периода. Составил одну из первых библиографий научных работ, посвящённых Сахалину, в которой собрал сведения о большинстве опубликованных к середине 1950-х годов монографиях, мемуарах, исследованиях, статьях, сборниках, справочных изданиях и библиографических указателях (в том числе на иностранных языках).
Наиболее значительные монографии и учебные пособия:
- «Революционеры России на Сахалинской каторге» (Южно-Сахалинск, 1963),
- «Из истории формирования русско-японской границы» (М., 1994),
- «Государство и право, история и культура Великобритании и США» (М., 2005),
- «История Сахалина и Курильских островов: к проблеме русско-японских отношений в XVII—XX веках» (М., 2005)
- «Сахалин и Курилы — история освоения и развития» (М., 2006).

Автор статей по вопросам литературы, музыки (играет на различных музыкальных инструментах) и стихов, которые публиковались в периодической печати.